# Dissent!
Dissent! is een horizontaal netwerk dat ingaat tegen de neoliberale politiek van de G8.
Het netwerk werd in 2003 opgericht door mensen die al eerder betrokken waren in onder meer Peoples' Global Action, andersglobalistische groepen en de vredesbeweging. Het netwerk kent geen centraal kantoor, vertegenwoordigers, leden of personeel, maar ziet zichzelf meer als communicatie- en coördinatiemechanisme voor eenieder die zich tegen de politiek van de G8 wil verzetten.
Onder de banier van Dissent! werden tijdens de G8-top te Schotland in juli 2005 verschillende betogingen, blokkades en andere acties opgezet. Tevens faciliteerde Dissent! een kampeerterrein voor betogers nabij de stad Stirling.
Dissent! staat open voor iedereen die bereid is te werken binnen de PGA-Hallmarks.